# Étraye
Étraye ist eine französische Gemeinde mit 37 Einwohnern (Stand: 1. Januar 2022) im Département Meuse in der Region Grand Est (bis 2015 Lothringen). Sie gehört zum Arrondissement Verdun und zum Kanton Montmédy. Die Einwohner werden Étrayens genannt.

## Geografie
Étraye liegt etwa 28 Kilometer nördlich von Verdun. Umgeben wird Étraye von den Nachbargemeinden Réville-aux-Bois im Westen und Norden, Damvillers im Nordosten und Osten, Wavrille im Osten und Süden sowie Consenvoye im Südwesten.

## Bevölkerungsentwicklung
| Jahr                       | 1962 | 1968 | 1975 | 1982 | 1990 | 1999 | 2006 | 2011 | 2019 |
| Einwohner                  | 67   | 72   | 117  | 97   | 53   | 55   | 56   | 41   | 37   |
| Quellen: Cassini und INSEE |      |      |      |      |      |      |      |      |      |

## Sehenswürdigkeiten
- Kirche Saint-Jean-Baptiste von 1860, 1918 wieder errichtet

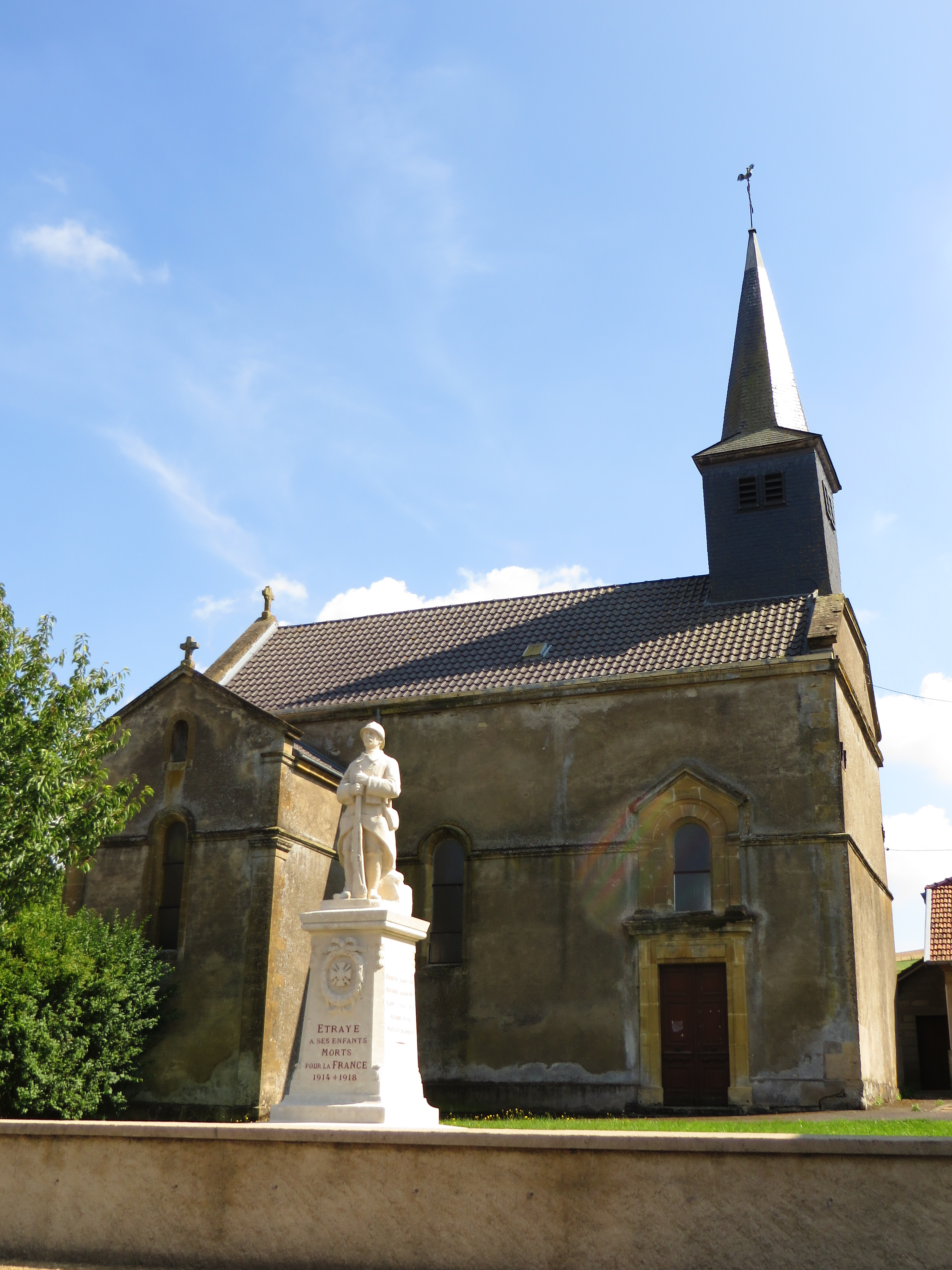
Kirche Saint-Jean-Baptiste